# Automobilfabrik Behr
Die Automobilfabrik Behr, zuvor Kutschenfabrik Alfred Behr, war ein deutscher Hersteller von Automobilen.

## Unternehmensgeschichte
Die Kutschenfabrik Alfred Behr wurde 1887 in Köthen gegründet. 1907 folgte eine Umfirmierung in Automobilfabrik Behr. Im gleichen Jahr begann die Produktion von Automobilen. Der Markenname lautete Behr. Ebenfalls 1907 endete die Produktion.

## Fahrzeuge
Das Unternehmen stellte sogenannte Hinterspannwagen her. Das waren Dreiräder, deren Front Motorrädern entsprach und die am Heck zwei Räder hatten.